# Ján Novák
Ján Novák (ur. 6 marca 1985 w Trebišovie) – słowacki piłkarz, występujący na pozycji napastnika w Slavoju Trebišov.
Piłkarską karierę Novák rozpoczynał w Slavoj Trebišov, w którym grał w latach 2004–2006. Następnie trafił do MFK Koszyce. Początkowo nie dysponował wysoką skutecznością, jednakże w sezonie 2007/2008 zdobył 17 goli i został królem strzelców słowackiej Extraligi. W grudniu 2009 Novák poleciał na testy do Birmingham City i w tym klubie nawet się podobał. Menedżer Alex McLeish stwierdził jednak, że żądania Koszyc były za wysokie. Pod koniec stycznia 2010 zawodnikiem interesował się natomiast Lech Poznań, ale do transferu ostatecznie nie doszło. W 2011 roku trafił więc na wypożyczenie do Tours FC.
W reprezentacji Słowacji Novák zadebiutował 20 maja 2008, w przegranym 0:1 meczu z Turcją, w którym na boisku pojawił się w doliczonym czasie drugiej połowy. W 2009 uczestniczył w trzech spotkaniach eliminacji Mistrzostw Świata w RPA. Najpierw zagrał w pojedynku przeciwko San Marino, a następnie wystąpił w meczach ze Słowenią oraz Polską.